# Festival 200
Festival 200 er en dansk eksperimentalfilm fra 1969 instrueret af Peter Louis-Jensen.